# زبان تومبوکا
زبان تومبوکا یکی از زبان‌های بانتو می‌باشد که در بخش‌هایی از تانزانیا، زامبیا و مالاوی گویشورانی دارد. 

## منبع
Wikipedia contributors, "Tumbuka language," Wikipedia, The Free Encyclopedia, http://en.wikipedia.org/w/index.php?title=Tumbuka_language&oldid=613086609 (accessed July 30, 2014). 
1. ↑  تومبوکا در اتنولوگ (ویرایش ۱۷ام، ۲۰۱۳)
2. ↑  Nordhoff, Sebastian; Hammarström, Harald; Forkel, Robert; Haspelmath, Martin, eds. (2013). "Tumbuka". Glottolog 2.2. Leipzig: Max Planck Institute for Evolutionary Anthropology. {{cite book}}: Invalid |display-editors=4 (help)
3. ↑  Jouni Filip Maho, 2009. New Updated Guthrie List Online